# Pissange
Pissange (en luxemburguès: Pisséng; en alemany: Pissingen) és una vila de la comuna de Reckange-sur-Mess del districte de Luxemburg al cantó d'Esch-sur-Alzette. Està a uns 11,7 km de distància de la Ciutat de Luxemburg.